# Eugène Müntz
Eugène Müntz (Soultz-sous-Forêts, 11 giugno 1845 – Parigi, 30 ottobre 1902) è stato uno storico dell'arte francese, esperto dell'arte rinascimentale italiana.

## Biografia
Iniziò la sua formazione scolastica studiando legge, poi decise di dedicarsi allo studio della storia dell'arte e della relativa critica. Debuttò in questo campo scrivendo articoli sulla rivista d'arte francese Revue Alsacienne. 
A partire dal 1875 approfondì i suoi studi artistici all’École française di Roma. Poi acquisì una conoscenza approfondita sull'arte e sull'architettura italiana studiando presso gli archivi vaticani.
Nel 1876 divenne bibliotecario e archivista all'École nationale supérieure des beaux-arts di Parigi. Dal 1885 al 1892 insegnò storia dell'arte ed estetica come supplente di Hippolyte Taine. 
La sua prima opera, che è datata 1875, venne dedicata al ruolo dei papi nella promozione dell'arte durante il Rinascimento. Per quanto riguarda i suoi studi si è concentrato in particolare sul Rinascimento italiano, sul quale ha scritto, tra l'altro, biografie su Raffaello e Leonardo da Vinci. Ha anche pubblicato opere sull'arte paleocristiana e sull'arte contemporanea. I suoi scritti hanno preminentemente carattere descrittivo e documentaristico.

## Opere
- Les Arts à la cour des papes pendant le xve et le xvie siècle, quattro volumi, 1878-1898
- Les Précurseurs de la Renaissance, 1881
- Raphaël, sa vie, son œuvre et son temps, 1881
- Etudes sur l'histoire de la peinture et de l'iconographie chrétiennes, 1882
- La Tapisserie, 1882
- Le palais pontifical de Sorgues (1319-1395), 1884.
- Le château de Fontainebleau au xvie siècle, con Emile Molinier, 1886
- Histoire de l'art pendant la Renaissance, tre volumi, 1888-1894
- Florence et la Toscane, 1897
- La tiare pontificale du VIIème au XVIème siècle 1897
- Léonard de Vinci, 1899